# Nedvězíčko

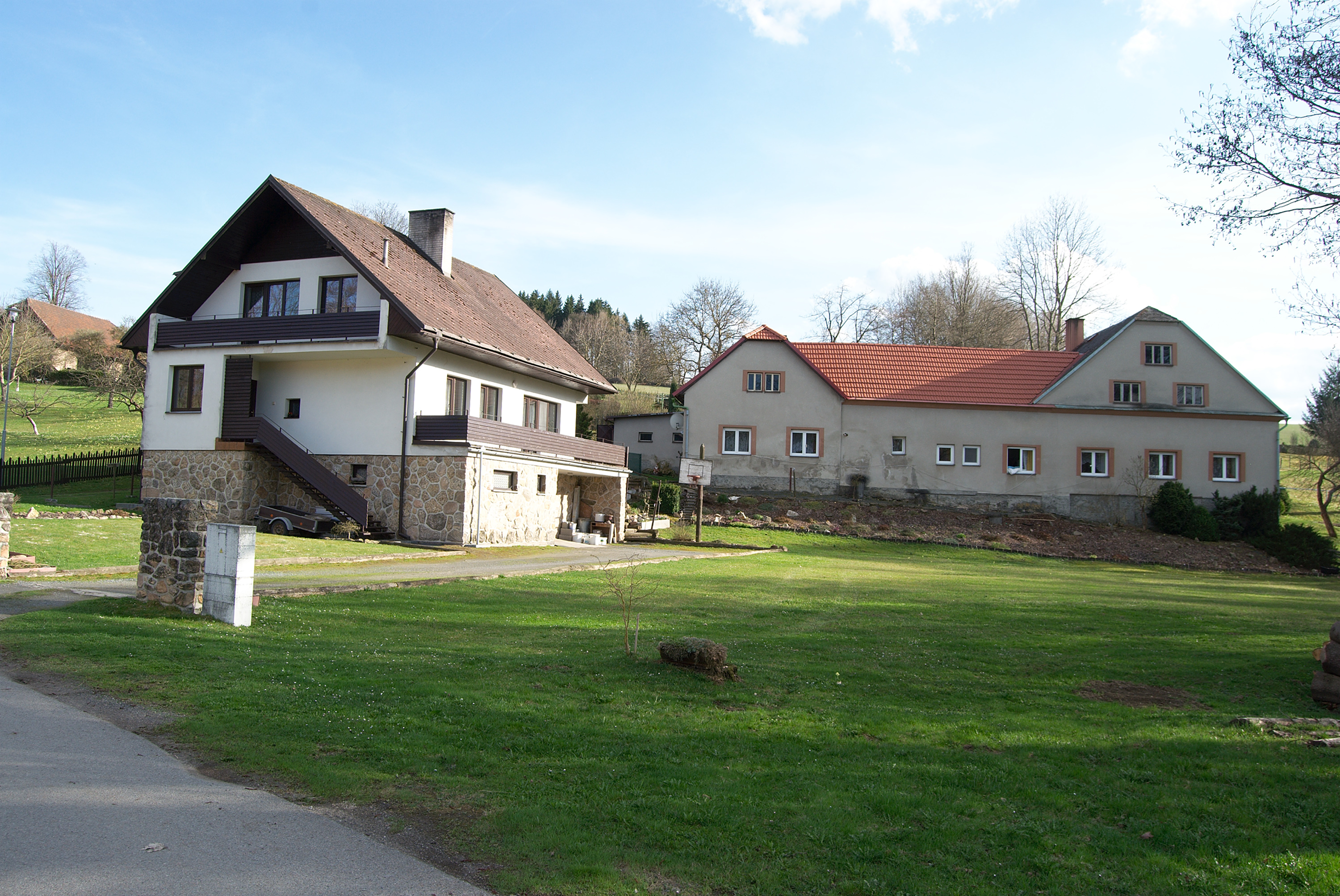
Häuser von Nedvězíčko

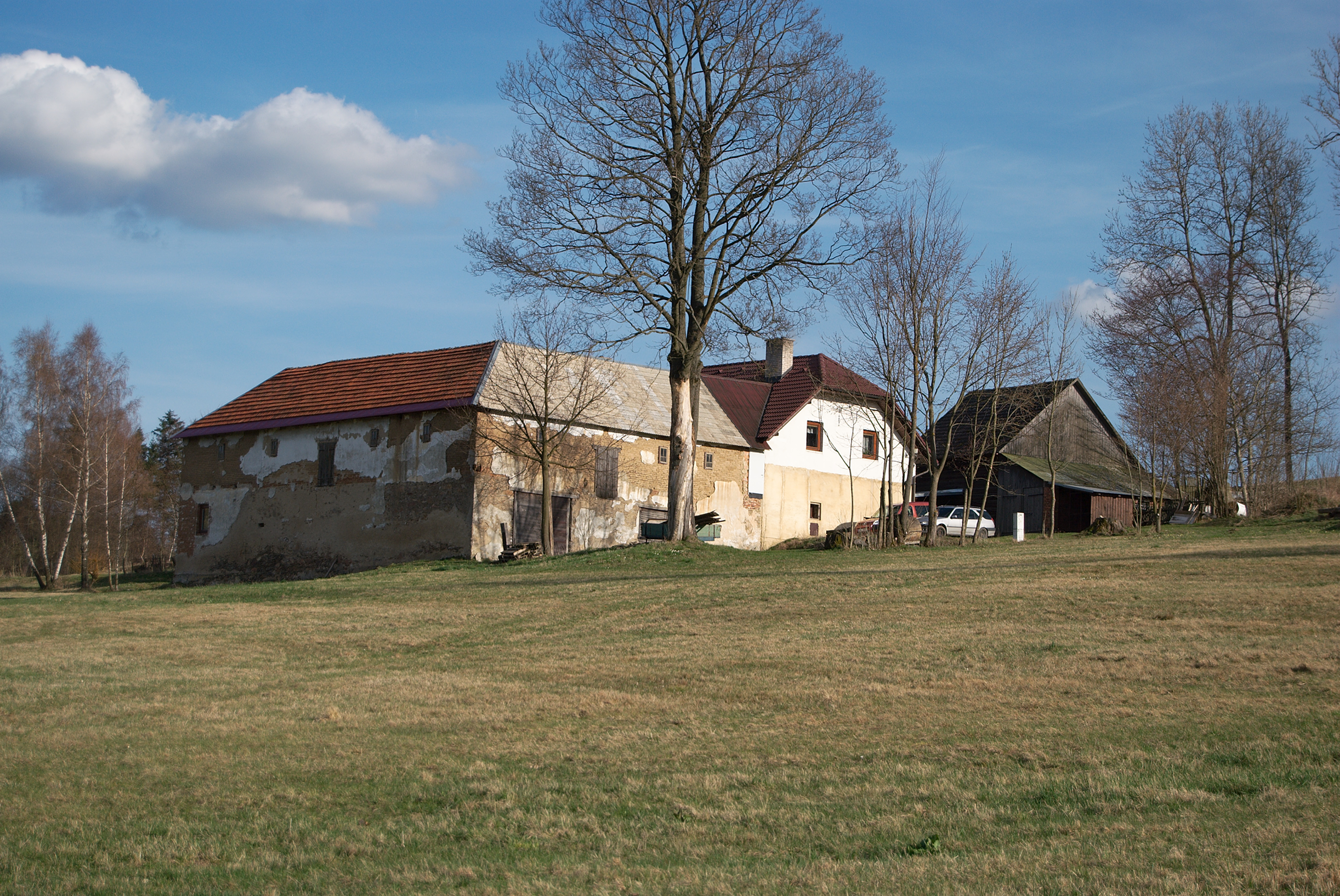
Gehöft in Nedvězíčko

Nedvězíčko (deutsch Nedwiecziczko, 1939–45 Klein Ewitz) ist eine Grundsiedlungseinheit der Gemeinde Nedvězí in Tschechien. Sie liegt elf Kilometer südlich von Polička und gehört zum Okres Svitavy.

## Geographie
Der Weiler Nedvězíčko befindet sich linksseitig des Baches Trhonický potok in der Hornosvratecká vrchovina (Bergland der Oberen Swratka). Nördlich erhebt sich der Kuklův kopec (698 m. n.m.), im Nordosten der Librův kopec (722 m. n.m.), südöstlich der Kočího kopec (756 m. n.m.), im Süden der Šubrtův kopec (746 m. n.m.) und der Navrátilův kopec (737 m. n.m.) sowie westlich der Veselík (713 m. n.m.). Gegen Süden und Westen erstreckt sich der Naturpark Svratecká hornatina. Nedvězíčko liegt unmittelbar an der historischen Landesgrenze zu Böhmen.
Nachbarorte sind Nedvězí im Norden, Bystré und Hartmanice im Osten, Hlásnice und Nyklovice im Südosten, Sulkovec und Hluboké im Süden, Ubušínek, Unčín und Ubušín im Südwesten, Benátky im Westen sowie Trhonice im Nordwesten.

## Geschichte
Der Ort entstand als mährischer Anbau an das böhmische Hufendorf Nedvězí. Die erste schriftliche Erwähnung von Nedvězíčko erfolgte 1360. Als Wilhelm von Pernstein 1390 seiner Frau Agnes von Pottenstein eine Morgengabe auf die Feste Dalečín und die zugehörigen Dörfer verschrieb, gehörte der Nedwyediczko genannte Anteil bereits zur Herrschaft Dalečín. Die Herren von Pernstein, hielten die Herrschaft bis 1588. Nachdem Heinrich Graf Schlick 1633 die Güter des ins Exil getriebenen Stephan Schmidt von Freyhofen erworben hatte, schlug er das Gut Dalečín seiner Herrschaft Kunstadt zu. 
Im Jahre 1835 bestand der im Brünner Kreis gelegene mährische Anteil von Nedwiezý bzw. Ewitz aus drei Häusern mit 27 tschechischsprachigen Einwohnern. Die Kinder besuchten die Ewitzer Schule. Pfarrort war Bistrau, der Amtsort Kunstadt. Bis zur Mitte des 19. Jahrhunderts blieb die Ansiedlung der Herrschaft Kunstadt untertänig.
Nach der Aufhebung der Patrimonialherrschaften bildete Nedvězíčko / Nedwiecziczko ab 1849 einen Ortsteil der Gemeinde Malý Ubušín / Klein Ubuschin im Gerichtsbezirk Bystřitz. Ab 1868 gehörte Nedvězíčko zum Bezirk Neustadtl in Mähren. Nach dem Ersten Weltkrieg zerfiel der Vielvölkerstaat Österreich-Ungarn, die Siedlung wurde 1918 Teil der neu gebildeten Tschechoslowakischen Republik. Beim Zensus von 1921 lebten in den fünf Häusern von Nedvězíčko 28 Tschechen. Zum 1. Januar 1925 wurde Nedvězíčko auf Wunsch der Bewohner von der mährischen Gemeinde Ubušínek nach Nedvězí in den böhmischen Okres Polička umgemeindet; damit einher ging auch eine Änderung der böhmisch-mährischen Landesgrenze. Von 1939 bis 1945 gehörte Nedvězíčko / Klein Ewitz zum Protektorat Böhmen und Mähren. Mit Wirkung vom 1. November 1940 wurde die Gemeinde Nedvězí mit dem Ortsteil Nedvězíčko aus dem Land Böhmen nach Mähren-Schlesien umgegliedert. Nach dem Ende des Zweiten Weltkrieges wurde der Vorkriegszustand wiederhergestellt. Im Zuge der Gebietsreform von 1960 erfolgte die Aufhebung des Okres Polička; Nedvězíčko wurde dabei dem Okres Svitavy zugeordnet. Der Ortsteil Nedvězíčko wurde zum 1. Juli 1971 aufgehoben. Im Jahre 2001 hatte Nedvězíčko 13 Einwohner. 

## Ortsgliederung
Nedvězíčko bildet einen Katastralbezirk.